# 루이스 펠리피 폰텔리스
루이스 펠리피 마르케스 폰텔리스(포르투갈어: Luiz Felipe Marques Fonteles, 1984년 6월 19일~)는 브라질의 배구 선수로 포지션은 아웃사이드 히터이다. 
브라질 국가대표로서 2016년 하계 올림픽에서 금메달을 획득했다. 또한 세계 선수권 대회에서 2회 준우승을 했고, 월드그랜드챔피언스컵 1회 우승, 월드리그 3회 준우승을 차지했다.